# En Avant Estuaire FC
En Avant Estuaire FC – gaboński klub piłkarski z siedzibą w mieście Libreville, działający w latach 1986–2011.
Klub grał niegdyś w gabońskiej pierwszej lidze. Nosił również nazwy Delta Sports i Delta Telstar.

## Sukcesy
- Puchar Gabonu[1]:
  - zwycięstwo (2): 1992, 2006.
  - finał (1): 1993.

## Występy w afrykańskich pucharach
| Sezon | Rozgrywki                 | Runda | Kraj                          | Klub           | Dom | Wyjazd | Dwumecz |
| ----- | ------------------------- | ----- | ----------------------------- | -------------- | --- | ------ | ------- |
| 1993  | Puchar Zdobywców Pucharów | 1     | Togo                          | AC Semassi FC  | 1–0 | 0–2    | 1–2     |
| 1994  | Puchar CAF                | 1     | Mali                          | AS Nianan      | 0–2 | 1–1    | 1–3     |
| 2007  | Puchar Konfederacji       | 1     | Demokratyczna Republika Konga | OC Bukavu Dawa | 1–0 | 0–2    | 1–2     |

## Stadion
Domowe mecze klub rozgrywał na stadionie o nazwie Stade Omar Bongo w Libreville, który mógł pomieścić 40 tys. widzów.